# Казка старого мельника
«Казка старого мельника» — український фентезійний фільм, знятий Олександром Ітигіловим. Фільм розповідає про військового Адама, який повернувшись із битви застає рідне місто в полоні злих чар. Початок прокату фільму в кінотеатрах відбувся 17 грудня 2020 року. Початково фільм мав вийти в український прокат 16 квітня 2020 року, але через пандемію коронавірусу прем'єру перенесли на 17 грудня 2020.
Хлопець Микола вирушає до пана Адама, щоб навчити грамоті його доньку Христину. Тим часом Христина іде рятувати свого батька з полону нечистої сили. Шляхи обох героїв перетинаються в селі, де їм належить звільнити людей і їхню землю від нечисті.

## Сюжет
Діти ловлять у річці рибу та насміхаються з найменшого та несміливого хлопчика Олеся. Вони просять у старого мельника казан наварити юшки і поки вона готується, мельник розповідає страшну історію про упирів.
З далекої поїздки повертається пан Адам і дізнається про чутки, що в лісі неподалік з'явилися упирі. Адам скликає вельмож на полювання до лісу, аби довести, що ніяких упирів там нема. Його дочка Христина лишається вдома, а батько зі своїм почтом потрапляє в засідку. З книжок удома дівчина довідується про різну нечисту силу та підозрює, що чутки правдиві. Вона переконує рідних попросити допомоги в князя Костянтина, переодягається хлопцем і вирушає з листом.
Христина натрапляє на місце, де зник батько. Оскільки в неї добра душа, нечиста сила не бачить дівчину. Христина приходить у Чорний хутір, де все виглядає навпаки, та минає його, не піддавшись чарам.
Тим часом бурсак Микола прямує до пана Адама, щоб навчати Христину. Він натрапляє на село, яке покинули люди. Микола зустрічає гарну панну, яка просить зіграти для неї на сопілці. За гру вона обіцяє виконати будь-яке бажання. Микола хоче поцілувати незнайомку, але в обмін на це мусить сім років служити панні, котра виявляється старою Лісовою Князівною. Прислуговуючи їй, Микола рятує балакучу рибу. Це виявляється Лісовик, який віддячує, подарувавши чарівний пищик, здатний прикликати Лісовика в будь-яке місце. Микола помічає, що коли він робить добро, Лісова Князівна молодішає. Вона звільняє Миколу від служби й дарує йому ошатний одяг, шаблю та коня. Але з умовою, що хлопець ніколи не скористається зброєю задля зла, інакше служитиме вічно.
Христині трапляється селянка Параска з її чоловіком Іваном. Там само проїжджає Микола та іноземець Шмальц. Шляхи їх усіх пролягають через Чорний хутір, тож вони їдуть далі, попри застереженя Христини. Шмальц зі своїми вояками потрапляє в пастку, всі вони гинуть, а їхні душі дістаються володареві нечисті Чорногону. Параска з Іваном теж ледве не гинуть, але Христина з Миколою встигають їх урятувати. Христина зізнається, що вона дівчина та цілує Миколу. Упирі та інші злі сили тікають з хутора.
Не знаючи що робити далі, Микола кличе на допомогу Лісовика. Той приводить своїх братів — Водяного, Дерев'яного та Земляного. Разом вони роблять зброю зі срібла, осики та часнику. Коли нечиста сила повертається, їй дають відсіч. Герої вирушають навздогін.
Їм вдається потрапити в табір нечисті, де Чорногон утримує Адама та інших полонених. Чорногон схоплює героїв, проте Христина перевертає казан, де варилося зілля з людських душ, і сили зла розсіюються. Параска знаходить свою сестру, до якої їхала в гості. Христина одружується з Миколою, а в Чорний хутір повертається життя.
Мельник закінчує розповідь тим, що Христина та Микола відмовилися бути панами, купили собі млина, а коня з шаблею Микола повернув Лісовій Князівні. Діти не вірять цій історії, тоді мельник показує їм пищик і прикликає Лісовика. Діти лякаються й тікають, за винятком Олеся.

## У ролях
- Анна Кошмал — Христина, донька Адама
- Валентин Томусяк — Микола
- Олексій Богданович — пан Адам
- Ада Роговцева — мати Адама
- Володимир Горянський — козак Перець, друг Адама
- Ірма Вітовська — Параска Забрьоха
- Остап Ступка — Іван, чоловік Параски
- Анатолій Хостікоєв — старий мельник
- Євгенія Гладій — Лісова Князівна
- Олеся Жураківська — Марійка, сестра Параски
- Наталя Сумська — Христина (доросла)
- Євген Нищук
- Олексій Вертинський — Водяник
- Гарік Бірча — Лісовик-Буркотун
- Василь Бендас
- Леонід Шевченко

Епізодичну роль священника зіграв скрипаль американського гурту Gogol Bordello Сергій Рябцев.

## Виробництво

### Кошторис
У 2013 році проект під назвою «Казка старого мельника» був представлений на пітчингу Держкіно, за підсумками якого він отримав 100 % державного фінансування кошторису розміром у 18 мільйонів гривень..

### Фільмування
Режисером стрічки початково мав виступити Ахтем Сеїтаблаєв, але згодом він відмовився і його замінив Олександр Ітигілов. Сценарій було написано на основі українського фольклору.
Фільмування стрічки мали розпочатися у 2013 році, але були відкладені через політичну кризу в Україні. Знімальний процес почався 2 грудня 2014 року, але через недофінансування був зупинений. 6 серпня 2015 року Держкіно відновило фінансування і зйомки були продовжені, які закінчились у вересні 2015 року. Зйомки проходили у Петропавлівській Борщагівці, Пироговому, Шипоті, Синевирі, Невицькому та в Олеському замках.

## Реліз
Фільм планували випустити у грудні 2015 року, але потім дата виходу була перенесена на 1 січня 2016 року. Потім прем'єра була відкладена на 2017 рік, але тоді стрічка також не вийшла в український прокат. Згодом прем'єра планувалася на 16 квітня 2020 року, але через пандемію коронавірусу прем'єру знову перенесли на 17 грудня 2020.